# Ia Bang
Ia Bang là một xã thuộc huyện Chư Prông, tỉnh Gia Lai, Việt Nam.
Xã Ia Bang có diện tích 40,66 km², dân số năm 2008 là 2.846 người, mật độ dân số đạt 70 người/km².